# Protokollarische Rangordnung in Italien
Die protokollarische Rangordnung in Italien wurde 1868 erstmals rechtlich geregelt und nach Ausrufung der Republik tiefgreifend reformiert. 2006 und 2008 erhielt die Rangordnung eine neue rechtliche Grundlage, die eine Einteilung in sieben Kategorien vorsieht. Von Bedeutung ist bei dieser Rangordnung in vielen Fällen, ob ein Amtsträger Funktionen auf nationaler und internationaler oder nur regionaler oder lokaler Ebene hat. Hier können sich Veränderungen der Rangordnung ergeben, auf die jedoch hingewiesen wird.

## Staatspräsident
Über den Kategorien und in jeder italienischen Gebietskörperschaft steht an erster Stelle der Präsident der Italienischen Republik.

## Erste Kategorie
1. Die Präsidenten der Parlamentskammern, Präzedenz hat der Ältere (Senat, Abgeordnetenkammer)
2. Der Präsident des Ministerrats (Ministerpräsident)
3. Der Präsident des Verfassungsgerichts
4. Die Altpräsidenten der Republik, nach Datum des Dienstantritts

## Zweite Kategorie
1. Die Vizepräsidenten der beiden Parlamentskammern
2. Der Vizepräsident des Ministerrats
3. Der Vizepräsident des Verfassungsgerichts
4. Die Minister, nach der Präzedenz der Ministerien, danach Minister ohne Geschäftsbereich in alphabetischer Reihenfolge
5. Der Doyen des Diplomatischen Corps, bei dessen Abwesenheit der dienstälteste bei der italienischen Republik akkreditierte Botschafter oder aber der Botschafter, auf dessen Staat sich eine Zeremonie bezieht
6. Der Präsident einer Regionalregierung oder der autonomen Provinzen Trient und Bozen in der jeweiligen Gebietskörperschaft (also nicht in einer nationalen Institution) (in der Regel noch vor Ministern)
7. Die Verfassungsrichter
8. Die bei der italienischen Republik akkreditierten Botschafter
9. Die Präsidenten der Regionalparlamente und der Volksvertretungen der autonomen Provinzen Trient und Bozen in der jeweiligen Gebietskörperschaft
10. Die Vizeminister in der protokollarischen Reihenfolge ihrer Ministerien
11. Der Vizepräsident des Selbstverwaltungsorganes der Richter und Staatsanwälte (Consiglio Superiore della Magistratura) (Präsident ist der Staatspräsident)
12. Der Erste Präsident des Obersten Kassationsgerichtshofes
13. Der Präsident des Nationalen Rates für Wirtschaft und Arbeit (CNEL)
14. Die Parlamentsmitglieder, die Mitglieder in den Präsidien der beiden Parlamentskammern sind (nach Alter)
15. Die Staatssekretäre im Ministerratspräsidium, dann die der Ministerien in deren protokollarischer Reihenfolge (der Staatssekretär und Sekretär des Ministerrates folgt den Ministern)
16. Der Präsident einer Regionalregierung oder der autonomen Provinzen Trient und Bozen außerhalb der jeweiligen Gebietskörperschaft (an erster Stelle der Vorsitzende der Konferenzen der Regionen und autonomen Provinzen)
17. Die Senatoren auf Lebenszeit in der Reihenfolge ihres Alters
18. Die Vorsitzenden der Parlamentsfraktionen entsprechend den jeweiligen Geschäftsordnungen
19. Die Vorsitzenden der gemeinsamen Ausschüsse und der sonstigen gemeinsamen Gremien der Parlamentskammern entsprechend den Geschäftsordnungen
20. Die Vorsitzenden der Parlamentsausschüsse entsprechend den Geschäftsordnungen der Kammern
21. Die Präsidenten der Volksvertretungen von Regionen und autonomen Provinzen außerhalb ihrer Gebietskörperschaft (Vorrang hat der Koordinator der  nationalen Konferenz der Parlamentspräsidenten)

## Dritte Kategorie
1. Der Präsident des Staatsrates
2. Der Präsident des Rechnungshofes
3. Der leitende Generalstaatsanwalt bei obersten Kassationsgerichtshof
4. Die Präsidenten selbständiger Behörden in der Reihenfolge ihrer Gründung, der Gouverneur der Banca d’Italia
5. Der leitende Generalstaatsjustitiar
6. Der Generalstabschef der Streitkräfte
7. Die außerordentlichen Regierungskommissare (zur Lösung spezieller Probleme)
8. Die Mitglieder des italienischen Parlaments und des Europäischen Parlaments entsprechend den jeweiligen Geschäftsordnungen
9. Die Generalsekretäre beim Amt des Staatspräsidenten, der Parlamentskammern, beim Ministerratspräsidium und beim Verfassungsgericht
10. Der Präsident der Vereinigung der Handelskammern
11. Der Präsident der Accademia Nazionale dei Lincei
12. Der Präsident des Consiglio Nazionale delle Ricerche

## Vierte Kategorie
1. Präfekten in ihrer Gebietskörperschaft
2. Bürgermeister in ihrer Gemeinde (dort noch vor dem Präfekt)
3. Präsidenten der Provinzen vor Ort
4. Präsidenten der Appellationsgerichte vor Ort
5. Diözesanbischöfe (kann entsprechend ihrem Rang angehoben werden)
6. Generalsekretäre der Ministerien entsprechend deren Reihenfolge (der des Außenministeriums hat bei internationalen Veranstaltungen Vorrang)
7. Kabinettschefs der Ministerien nach deren Rangordnung und Chef der Polizei
8. Botschafter an der Spitze einer diplomatischen Vertretung bei Veranstaltungen, die den Staat betreffen, an dem sie akkreditiert sind
9. Die Stabschefs von Heer, Marine, Luftwaffe und Carabinieri sowie der Generalsekretär des Verteidigungsministeriums
10. Die Vizepräsidenten der Regierungen und Volksvertretungen der Regionen vor Ort
11. (Nobelpreisträger)
12. Der Chef der Guardia di Finanza, der Leiter des Dipartimento delle Informazioni per la Sicurezza, Generalleutnante mit viertem funktionalen Stern und besonderen Aufgaben.
13. Der Präsident des Selbstverwaltungsorganes der Richter der Finanzgerichtsbarkeit
14. Die Vizepräsidenten der Selbstverwaltungsorgane der Richter an Militärgerichten, der Verwaltungsgerichtsbarkeit und des Rechnungshofes
15. Vizepräsidenten des Kassationsgerichtshofes, Generalstaatsanwälte am Kassationsgerichtshof, der Präsident des obersten Gerichts für öffentliche Gewässer, der Militärgeneralstaatsanwalt beim Kassationsgerichtshof, der Vizepräsident des Staatsrates, der Vizepräsident des Rechnungshofes, der Generalstaatsanwalt beim Rechnungshof, die Generalstaatsjustitiare, der Präsident des militärischen Appellationsgerichtes, der Präsident des zentralen Finanzgerichts
16. Die Vizepräsidenten des Nationalen Rates für Wirtschaft und Arbeit (CNEL)
17. (Vorsitzende von Parlamentsparteien, die nicht Mitglieder des Parlaments sind)
18. (Der Präsident der Confindustria)
19. (Die Leiter der wichtigsten nationalen Gewerkschaften)
20. (herausragende Wissenschaftler, Humanisten und Künstler)
21. (herausragende Unternehmer)
22. Die Präsidenten der nationalen Vereinigung der Kommunen, Provinzen und kommunalen Zweckverbände
23. Botschafter (die nicht an der Spitze einer diplomatischen Vertretung im Ausland stehen)

## Fünfte Kategorie
1. Regionalminister in ihrer Region
2. Hauptabteilungsleiter der Ministerien
3. Vorsitzende Richter und leitende Staatsanwälte an höheren Gerichten, Generalstaatsanwälte beim Rechnungshof, Generalstaatsanwälte bei den Appellationsgerichten (vor Ort)
4. Präsident einer Handelskammer (vor Ort)
5. Rektor einer Universität (vor Ort)
6. Chefs der Küstenwache, der Nachrichtendienste AISE und AISI, Inspekteure der Waffengattungen des Heeres und ihre Pendants in den anderen Teilstreitkräften
7. Präsidenten nationaler öffentlicher Körperschaften (nach Gründungsdatum)
8. Mitglieder des Selbstverwaltungsorganes der Richter und Staatsanwälte (Consiglio Superiore della Magistratura)
9. Mitglieder des Selbstverwaltungsorganes der Militärgerichtsbarkeit (Consiglio della Magistratura Militare), der Verwaltungsgerichtsbarkeit, des Rechnungshofes und der Finanzgerichtsbarkeit
10. Vorsitzender der Konferenz der Universitätsrektoren
11. Konsuln
12. Präsident eines Regionalen Verwaltungsgerichts oder dessen Zweigstelle (vor Ort)
13. Präsidenten der regionalen Zweigstellen des Rechnungshofs (vor Ort), Militärgeneralstaatsanwalt beim militärischen Appellationsgericht
14. Kanzler des Verdienstordens der Italienischen Republik
15. Präsident des nationalen forensisch Rates
16. Die Präsidenten der höheren wissenschaftlichen Beratungsorgane bei den Ministerien
17. Die Leiter interregionaler ziviler oder militärischer Behörden entsprechend der Rangfolge ihrer Ministerien oder Organisationen (vor Ort)
18. Bezirksjustitiare des Staates (vor Ort)
19. Der Militärbischof für Italien
20. Mitglieder der Präsidien der Regionalparlamente (vor Ort)
21. Vorsitzende von Ausschüssen der Regionalparlamente (vor Ort)
22. Fraktionsvorsitzende der Regionalparlamente (vor Ort)
23. Stellvertretende Generalsekretäre der Verfassungsorgane
24. Die Generalsekretäre des Obersten Verteidigungsrates (Consiglio Supremo di Difesa), des Selbstverwaltungsorganes der Richter und Staatsanwälte (Consiglio Superiore della Magistratura), des obersten Kassationsgerichtshofes und der dortigen Generalstaatsanwaltschaft, des CNEL, des Selbstverwaltungsorganes der Militärgerichtsbarkeit, der Aufsichtsbehörden (beispielsweise Kartellamt) und des Justitiariates des Staates
25. Die stellvertretenden Generalsekretäre der Ministerien nach der Rangordnung ihrer Ministerien (bei internationalen Veranstaltungen hat der des Außenministeriums Vorrang)
26. Generalleutnante und militärische und zivile Äquivalente entsprechend dem Rang ihrer Ministerien oder Organisationen

## Sechste Kategorie
1. Träger der militärischen oder zivilen goldenen Tapferkeitsmedaille
2. Generaldirektoren der Agenturen des Finanzministeriums
3. Abteilungsleiter der Ministerien entsprechend deren Rangordnung
4. Vorsitzender eines Gemeinderates (vor Ort)
5. Vorsitzender eines Provinzrates (vor Ort)
6. Generaldirektoren nationaler öffentlicher Körperschaften
7. Präsidenten oder Generaldirektoren nationaler Agenturen oder Ämter
8. Regionalanwalt des Rechnungshofes (vor Ort)
9. Präsident eines regionalen Finanzgerichts (vor Ort)
10. Präsident eines Landgerichts (vor Ort)
11. Leitender Staatsanwalt an einem Landgericht (vor Ort)
12. Präsident eines Jugendgerichtes
13. Leitender Staatsanwalt bei einem Jugendgericht (vor Ort)
14. Polizeipräsident (vor Ort), Leiter regionaler Niederlassungen von staatlichen Behörden und militärischer Landeskommandos (vor Ort)
15. Mitglieder der Regionalparlamente (vor Ort)
16. Regionale Ombudsmänner (vor Ort)
17. Generalsekretäre der Regierungen und Parlamente der Regionen (vor Ort)
18. Generalmajore und militärische und zivile Äquivalente entsprechend dem Rang ihrer Ministerien oder Organisationen, soweit sie angemessene Dienststellungen haben

## Siebte Kategorie
1. Leiter von Niederlassungen staatlicher Behörden in den Provinzen
2. Die Präsidenten der nationalen Standesvertretungen
3. Honorarkonsuln
4. Die Präsidenten der staatlich anerkannten nationalen Veteranen- und Reservistenvereinigungen
5. Der Generalsekretär der Vereinigung der Handelskammern
6. Die Präsidenten der regionalen Gerichte für öffentliche Gewässer (vor Ort)
7. Die Präsidenten der Provinzfinanzgerichte (vor Ort)
8. Die Präsidenten der Hafenbehörden (vor Ort)
9. Zweigstellenleiter der Bank von Italien (vor Ort)
10. Dekane der Hochschulfakultäten (vor Ort)
11. Stellvertretende Bürgermeister, Vizepräsidenten der Provinzen, Vizepräsidenten der Volksvertretungen von Provinzen und Gemeinden (vor Ort)
12. Präsidenten von Berggemeinschaften (vor Ort)
13. Beigeordnete der Gemeinden und Provinzen (vor Ort)
14. Die Ombundsmänner der Gemeinden und Provinzen (vor Ort)
15. Die Sekretäre der Stadtverwaltungen von Städten, die zugleich Hauptstädte von Provinzen sind, die Generalsekretäre der Provinzen (vor Ort)
16. Brigadegenerale und militärische und zivile Äquivalente entsprechend dem Rang ihrer Ministerien oder Organisationen, soweit sie angemessene Dienststellungen haben